# Scuticociliatida
Ordre
Les Scuticociliatida sont un ordre de Ciliés de la classe des Oligohymenophorea.

## Liste des familles
Selon GBIF (26 janvier 2023) :
- Ancistridae Issel, 1903
- Anophryidae
- Boveriidae
- Cardiastomatellidae
- Cyclidiidae Ehrenberg, 1838
- Entorhipidiidae Madsen, 1931
- Eurystomatellidae Miao, Wang, Song, Clamp & Al-Rasheid, 2010
- Gymnocyclidiidae Alekperov, 2009
- Hemispeiridae König, 1894
- Histiobalantiidae de Puytorac & Corliss in Corliss, 1979
- Hysterocinetidae Diesing, 1866
- Loxocephalidae A.W. Jankowski, 1964
- Nucleocorbulidae Santhakumari & Nair, 1970
- Paranophryidae
- Peniculostomatidae
- Protanoplophryidae Miyashita, 1929
- Thigmocomidae Kazubski, 1958
- Thigmophryidae Chatton & Lwoff, 1926
- Urozonidae Grolière, 1975

## Systématique
Le nom valide de ce taxon est Scuticociliatida Small (d), 1967.